# Tukwila (Washington)
Tukwila es una ciudad ubicada en el condado de King en el estado estadounidense de Washington. En el año 2000 tenía una población de 17.481 habitantes y una densidad poblacional de 3.166.828 personas por km².

## Geografía
Tukwila se encuentra ubicada en las coordenadas 47°28′42″N 122°16′32″O / 47.47833, -122.27556.

## Demografía
Según la Oficina del Censo en 2000 los ingresos medios por hogar en la localidad eran de $40.718, y los ingresos medios por familia eran $42.442. Los hombres tenían unos ingresos medios de $35.525 frente a los $28.913 para las mujeres. La renta per cápita para la localidad era de $22.354. Alrededor del 12,7% de la población estaban por debajo del umbral de pobreza.